# Cucullia sublutea
Cucullia sublutea är en fjärilsart som beskrevs av Ludwig Carl Friedrich Graeser 1892. Cucullia sublutea ingår i släktet Cucullia och familjen nattflyn. Inga underarter finns listade i Catalogue of Life.